# Engine Down
Engine Down was een Amerikaanse rockband uit Richmond (Virginia), actief van 1996 tot 2005. Ze maakten deel uit van de posthardcore beweging in Washington D.C., samen met bands als The Dismemberment Plan, Q and Not U en Faraquet.

## Bezetting
- Keeley Davis[3] (gitaar, zang)
- Jason Wood[4] (basgitaar, zang)
- Jonathan Fuller[5] (gitaar, zang)
- Cornbread Compton[6] (drums, percussie, piano)
- Jeremy Taylor (gitaar, zang, 1996–98)

## Geschiedenis
In vroege opnames dienden Wood en medeoprichter Jeremy Taylor als primaire leadzangers, maar later in hun carrière gingen de taken van leadzanger voornamelijk naar Davis. In 2005 werd Engine Down ontbonden, na een afscheidstournee. Davis vervoegde zich bij de band Sparta als leadgitarist. Compton begon met drummen voor verschillende bands, waaronder Biology, een zijproject met de From Autumn to Ashes-leden Francis Mark en Josh Newton. Compton sloot zich vervolgens aan bij Cursive om hun album Mama, I'm Swollen uit 2009 op te nemen. Keeley en Jonathon Fuller zijn herenigd in zowel Denali als de nieuwe band Heks Orkest, met Denali-lid Cam DiNunzio.

## Discografie

### Studioalbums
- 1999: Under the Pretense of Present Tense
- 2000: To Bury Within the Sound
- 2002: Demure - 7.5/10 bij Pitchfork
- 2004: Engine Down - 7.7/10 bij Pitchfork

### Ep's en singles
- 1998: 2 Song - 7"
- 1998: Twelve Hour Turn/Engine Down - split 7"
- 2001: Sign of Breath ep/7"

### DVDs
- 2008: From Beginning to End